# Святодуховка
Святоду́ховка (каз. Святодухов) — село у складі Жамбильського району Північноказахстанської області Казахстану. Адміністративний центр Майбалицького сільського округу.
Населення — 354 особи (2021; 516 у 2009, 941 у 1999, 1011 у 1989).
Національний склад станом на 1989 рік:
- українці — 37 %
- росіяни — 29 %.